# Oryza officinalis
Oryza officinalis är en gräsart som beskrevs av Nathaniel Wallich och David Allan Poe Watt. Oryza officinalis ingår i släktet rissläktet, och familjen gräs. Inga underarter finns listade i Catalogue of Life.